# Sławsko Dolne
Sławsko Dolne – wieś w Polsce, położona w województwie kujawsko-pomorskim, w powiecie mogileńskim, w gminie Strzelno.

## Krótki opis
Wieś ma ponad 800 lat i w marcu 2011 r. liczyła 349 mieszkańców. Poczta Strzelno, kod pocztowy 88-320.

## Podział administracyjny
| SIMC    | Nazwa | Rodzaj    |
| ------- | ----- | --------- |
| 0096649 | Dąbek | część wsi |

W latach 1975–1998 miejscowość administracyjnie należała do województwa bydgoskiego.

## Nazwa
Nazwa wywodzi się od rzeki Sławki, która przepływała obok miejscowości.